# Ecnomina cohibilis
Ecnomina cohibilis là một loài Trichoptera trong họ Ecnomidae. Chúng phân bố ở miền Australasia.